# Linia Yamanote

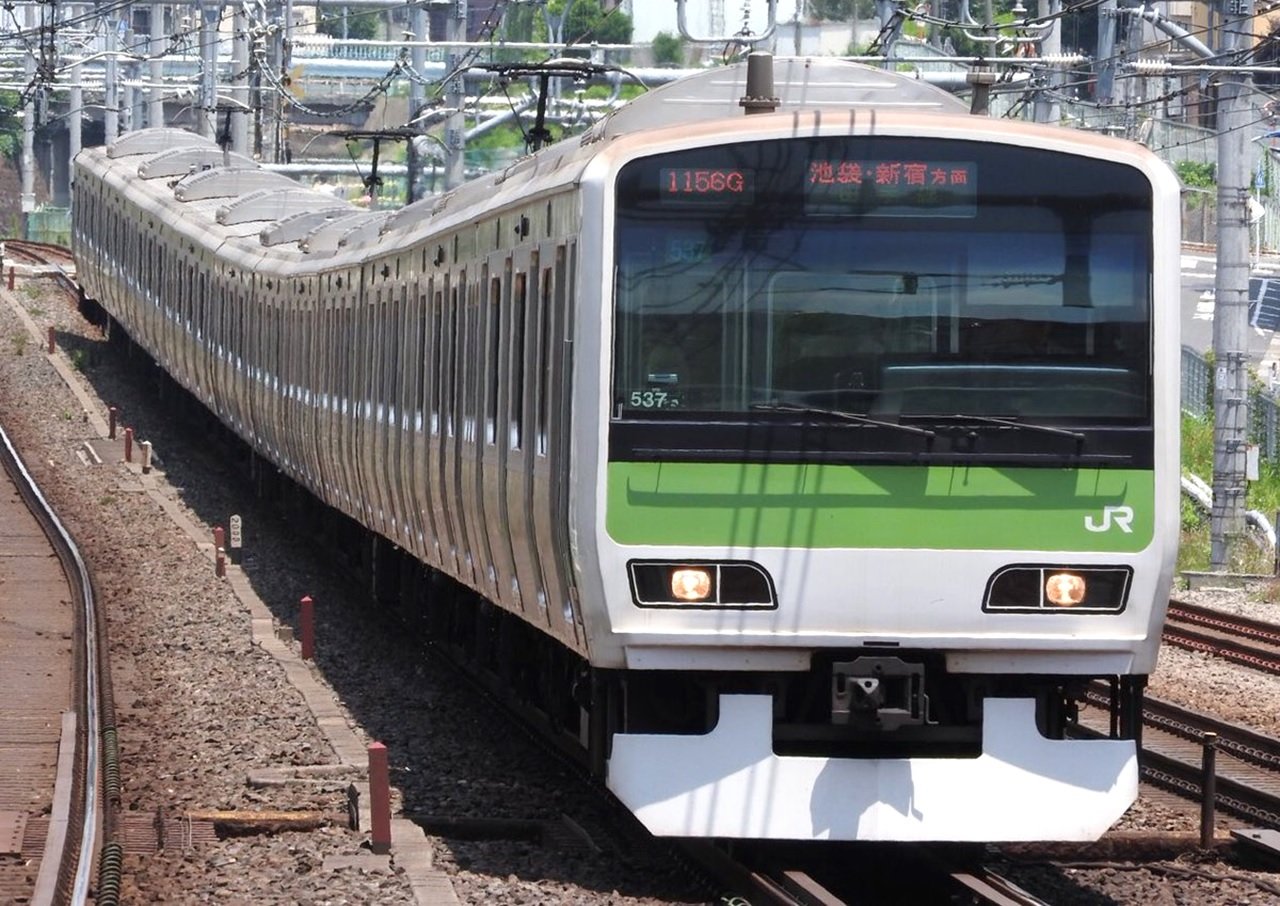
Po lewej jednostka serii E231 na linii Yamanote.

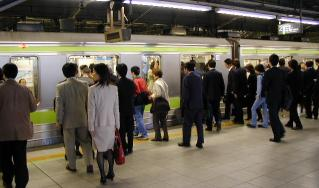
Pasażerowie wsiadający do pociągu

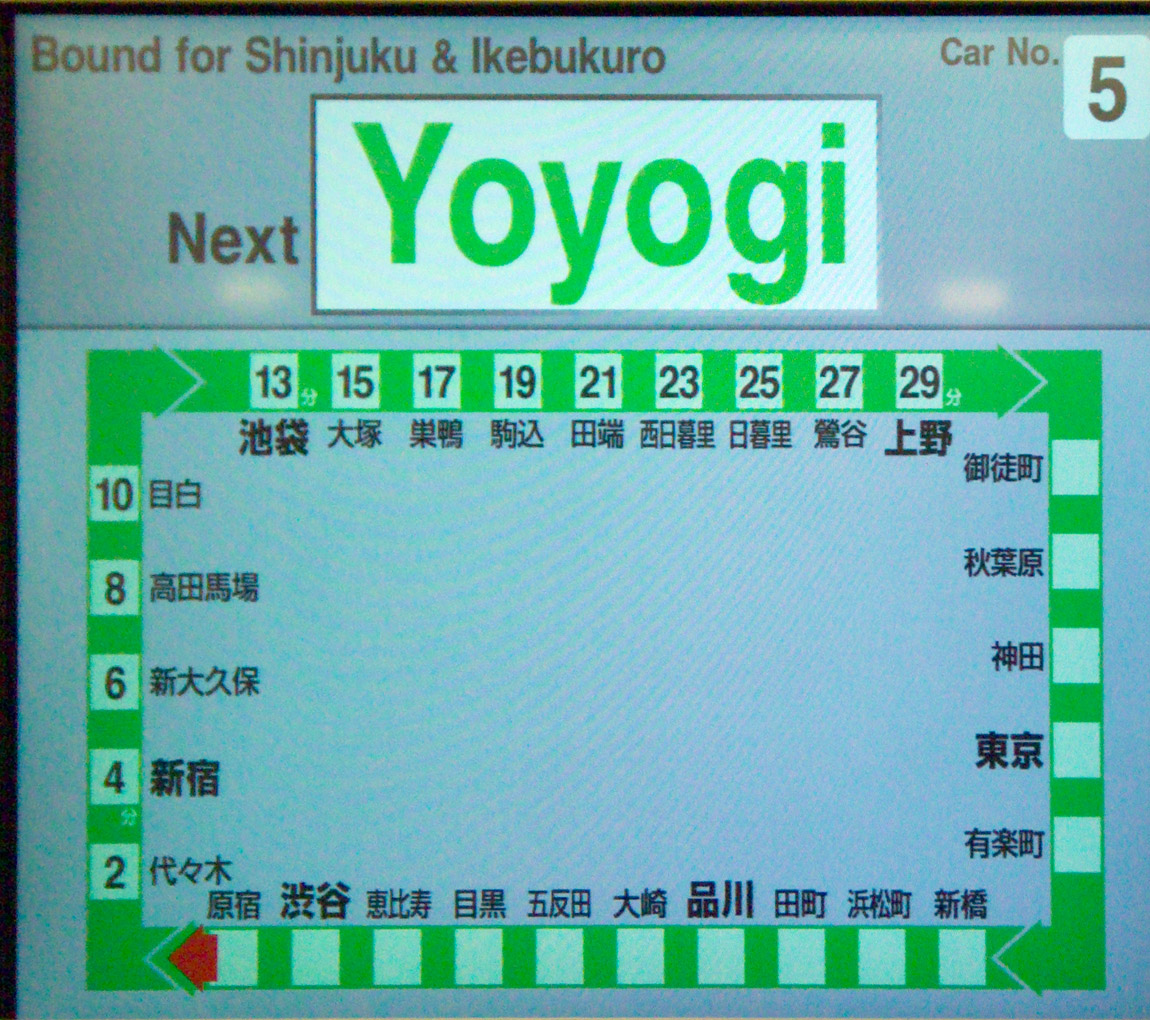
Wyświetlacze w pociągach pokazują schemat linii z informacją o następnym przystanku. Główne stacje przesiadkowe są pogrubione.

Linia Yamanote (jap. 山手線 Yamanote-sen; także Yamate-sen) – jedna z najważniejszych linii kolejowych w Tokio, obsługiwana przez East Japan Railway Company (JR East). Obwodnica kolejowa łączy najważniejsze dzielnice Tokio m.in. Yūrakuchō, Shibuya, Shinjuku i Ikebukuro i jedynie na 2 spośród 30 stacji nie ma możliwości przesiadki do innej linii kolejowej lub metra.

## Obsługa
Pociągi kursują od godz. 4:30 do 1:20, w odstępach co ok. 2,5 minuty. Przejechanie całej trasy zajmuje od 61 do 65 min. Pociągi zatrzymują się na każdej stacji.
Trasa zaczyna się i kończy na stacji Ōsaki, czasem na Ikebukuro i Shinagawa.
Pociągi jeżdżące zgodnie z ruchem wskazówek zegara są nazywane soto-mawari
(jap. 外回り, zewnętrzny krąg), zaś pociągi jeżdżące przeciwnie do ruchu wskazówek zegara uchi-mawari 
(jap. 内回り, wewnętrzny krąg). Ruch pociągów w Japonii, podobnie jak samochodów, jest lewostronny.
Cały tabor poruszający się po linii Yamanote jest pomalowany na kolor Yellow Green #6 ■

## Historia

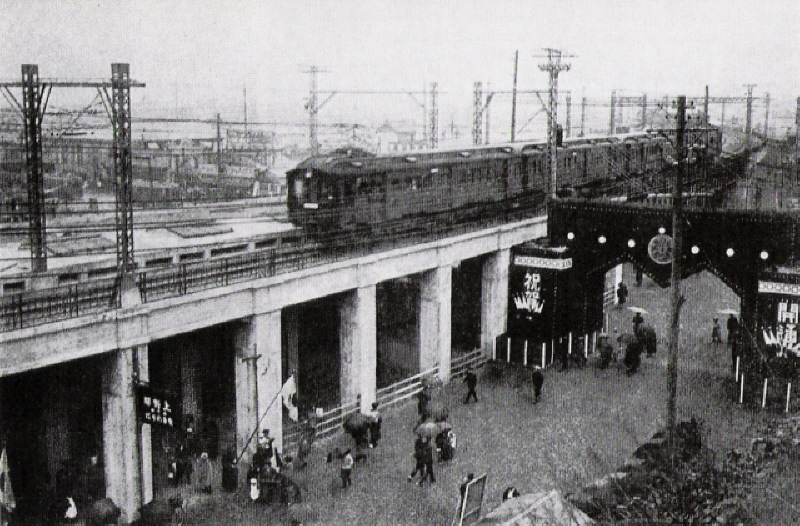
Linia Yamanote w 1925

Budowę linii Yamanote rozpoczęto w 1885. Pierwszy odcinek połączył dworzec Shinagawa ze stacją Akabane. Była to pierwsza linia z południa na północ Tokio.
Górna część obwodnicy pomiędzy Ikebukuro i Tabata została ukończona w 1903 (jako linia Toshima, 豊島線). W 1909 po elektryfikacji obie linie zostały połączone tworząc linię Yamanote. Obwodnica została ukończona w 1925 po połączeniu stacji Kanda i Ueno. W 1925 została otworzona również równoległa linia towarowa.
Duża eksplozja na linii towarowej w Shinjuku w 1967 sprawiła, że zdecydowano się na przesunięcie ruchu towarowego na linię Musashino.
14 marca 2020 pomiędzy stacjami Tamachi, a Shinagawa otwarto stację Takanawa Gateway.
Pociągi na linii Yamanote przewożą średnio 3,55 mln pasażerów dziennie, co daje ok. 1,3 mld ludzi rocznie. Dla porównania: metro nowojorskie przewozi 5 mln pasażerów dziennie na 26 liniach.

## Pociągi
Linia jest obsługiwana przez jednostki serii E231-500 11-wagonowe, elektryczne zespoły trakcyjne, wprowadzone w kwietniu 2002. Zastąpiły one poprzednie jednostki serii 205, które obsługiwały trasę od 1985 do kwietnia 2005. Wcześniej tabor składał się z pociągów serii 103, które zostały wycofane w 1988.

## Stacje
Tylko 2 stacje spośród 30 nie dają możliwości przesiadki do innej linii kolejowej lub metra.

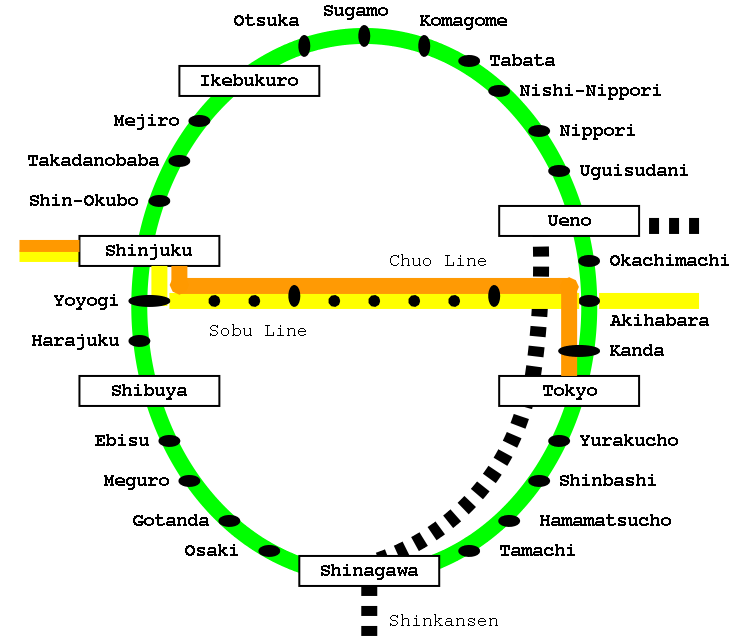
Schemat linii Yamanote

Zgodnie z ruchem wskazówek zegara:
| Linia1              | Stacja       | Dystans² | Dystans² | Przesiadki | Przesiadki | Lokalizacja       |
| Linia1              | Stacja       | Dystans² | Dystans² | JR East | Inni przewoźnicy | Lokalizacja       |
| ------------------- | ------------ | -------- | --- | --- | --- | ----------------- |
| Linia Yamanote      | Shinagawa    | 2.2      | 0.0 | ■Główna linia Tōkaidō ■Linia Yokosuka ■Linia Keihin-Tōhoku (R)³                                                                           | JR Central: Tōkaidō Shinkansen Keikyu: Main Line | Minato            |
| Linia Yamanote      | Ōsaki        | 2.0      | 2.0 | ■Linia Shōnan-Shinjuku ■Linia Saikyō | Linia Rinkai | Shinagawa         |
| Linia Yamanote      | Gotanda      | 0.9      | 2.9 | | Tōkyū: Linia Ikegami Toei: ○Linia Asakusa (A-05) | Shinagawa         |
| Linia Yamanote      | Meguro       | 1.2      | 4.1 | | Tōkyū: Linia Meguro Tokyo Metro: ○Linia Namboku (N-01) Toei: ○Linia Mita (I-01) | Shinagawa         |
| Linia Yamanote      | Ebisu        | 1.5      | 5.6 | ■Linia Shōnan-Shinjuku ■Linia Saikyō | Tokyo Metro: ○Linia Hibiya (H-02) | Shibuya           |
| Linia Yamanote      | Shibuya      | 1.6      | 7.2 | ■Linia Shōnan-Shinjuku ■Linia Saikyō | Keio: Linia Inokashira Tōkyū: Linia Den-en-toshi, Linia Tōyoko Tokyo Metro: ○Linia Ginza (G-01), ○Linia Hanzōmon (N-01), ○Linia Fukutoshin (F-16)                                                                                | Shibuya           |
| Linia Yamanote      | Harajuku     | 1.2      | 8.4 | | Tokyo Metro: ○Linia Chiyoda (Meiji-jingūmae, C-03) | Shibuya           |
| Linia Yamanote      | Yoyogi       | 1.5      | 9.9 | ■Linia Chūō (Lokalna) | Toei: ○Linia Ōedo (E-26) | Shibuya           |
| Linia Yamanote      | Shinjuku     | 0.7      | 10.6 | ■Główna linia Chūō ■Linia Chūō Line (Rapid) ■Linia Chūō (Lokalna) ■Linia Shōnan-Shinjuku ■Linia Saikyō                                    | Keio: Keiō Line, Keio New Line Odakyu: Linia Odawara Seibu: Linia Shinjuku (at Seibu-Shinjuku) Tokyo Metro: ○Linia Marunouchi (M-08) Toei: ○Linia Shinjuku (S-01), ○Linia Ōedo (Shinjuku (E-27) oraz Shinjuku-Nishiguchi (E-01)) | Shinjuku          |
| Linia Yamanote      | Shin-Ōkubo   | 1.3      | 11.9 | | | Shinjuku          |
| Linia Yamanote      | Takadanobaba | 1.4      | 13.3 | | Seibu: Linia Shinjuku Tokyo Metro: ○Linia Tōzai (T-03) | Shinjuku          |
| Linia Yamanote      | Mejiro       | 0.9      | 14.2 | | | Toshima           |
| Linia Yamanote      | Ikebukuro    | 1.2      | 15.4 | ■Linia Shōnan-Shinjuku ■Linia Saikyō | Seibu: Linia Ikebukuro Tobu: Linia Tōjō Tokyo Metro: ○Linia Marunouchi (M-25), ○Linia Yūrakuchō (Y-09), ○Linia Fukutoshin (F-09)                                                                                                 | Toshima           |
| Linia Yamanote      | Ōtsuka       | 1.8      | 17.2 | | Linia Toden Arakawa w Ōtsuka Ekimae Station | Toshima           |
| Linia Yamanote      | Sugamo       | 1.1      | 18.3 | | Toei: ○Linia Mita (I-15) | Toshima           |
| Linia Yamanote      | Komagome     | 0.7      | 19.0 | | Tokyo Metro: ○Linia Namboku (N-14) | Toshima           |
| Linia Yamanote      | Tabata       | 1.6      | 20.6 | ■Linia Keihin-Tōhoku (R) | | Kita              |
| Linia Tōhoku Główna | Tabata       | 1.6      | 20.6 | ■Linia Keihin-Tōhoku (R) | | Kita              |
| Nishi-Nippori       | 0.8          | 21.4     | ■Linia Keihin-Tōhoku | Tokyo Metro: ○Linia Chiyoda (C-16) Nippori-Toneri Liner                                                                                   | Arakawa |                   |
| Nippori             | 0.5          | 21.9     | ■Linia Jōban ■Linia Keihin-Tōhoku | Keisei: Main Line Nippori-Toneri Liner | Arakawa |                   |
| Uguisudani          | 1.1          | 23.0     | ■Keihin-Tōhoku Line | | Taitō |                   |
| Ueno                | 1.1          | 24.1     | ■Shinkansen (Tōhoku, Jōetsu, Hokuriku, Yamagata, Akita) ■Linia Jōban ■Linia Keihin-Tōhoku (R) ■Linia Utsunomiya ■Linia Takasaki                                             | Keisei: Main Line (Keisei-Ueno) Tokyo Metro: ○Ginza Line (G-16), ○Hibiya Line (H-17)                                                      | Taitō |                   |
| Okachimachi         | 0.6          | 24.7     | ■Keihin-Tōhoku Line | Tokyo Metro: ○Ginza Line (at Ueno-Hirokōji, G-15), ○Hibiya Line (at Naka-Okachimachi, H-16) Toei: ○Linia Ōedo (at Ueno-Okachimachi, E-09) | Taitō |                   |
| Akihabara           | 1.0          | 25.7     | ■Linia Sōbu (Lokalna) ■Linia Keihin-Tōhoku (R) | Tsukuba Express Tokyo Metro: ○Linia Hibiya (H-15)                                                                                         | Chiyoda |                   |
| Kanda               | 0.7          | 26.4     | ■Linia Chūō(Rapid) ■Linia Keihin-Tōhoku | Tokyo Metro: ○Linia Ginza (G-13) | Chiyoda |                   |
| Tokyo               | 1.3          | 27.7     | ■Shinkansen (Tōhoku, Jōetsu, Hokuriku, Yamagata, Akita) ■Linia Keihin-Tōhoku (R) ■Główna linia Tōkaidō ■Linia Chūō (Rapid) ■Linia Yokosuka ■Linia Keiyō ■Linia Sōbu (Rapid) | JR Central: Tōkaidō Shinkansen Tokyo Metro: ○Linia Marunouchi (M-17)                                                                      | Chiyoda |                   |
| Tokyo               | 1.3          | 27.7     | ■Shinkansen (Tōhoku, Jōetsu, Hokuriku, Yamagata, Akita) ■Linia Keihin-Tōhoku (R) ■Główna linia Tōkaidō ■Linia Chūō (Rapid) ■Linia Yokosuka ■Linia Keiyō ■Linia Sōbu (Rapid) | JR Central: Tōkaidō Shinkansen Tokyo Metro: ○Linia Marunouchi (M-17)                                                                      | Chiyoda | Tōkaidō Main Line |
| Yūrakuchō           | 0.8          | 28.5     | ■Linia Keihin-Tōhoku | Tokyo Metro: ○Linia Yūrakuchō (Y-18), ○Linia Hibiya (Hibiya, H-07), ○Linia Chiyoda (Hibiya, C-09) Toei: ○Linia Mita (Hibiya, C-09)        | Chiyoda |                   |
| Shimbashi           | 1.1          | 29.6     | ■Główna linia Tōkaidō ■Linia Yokosuka ■Linia Keihin-Tōhoku | Tokyo Metro: ○Linia Ginza (G-08) Toei: ○Linia Asakusa (A-10) Yurikamome                                                                   | Minato |                   |
| Hamamatsuchō        | 1.2          | 30.8     | ■Linia Keihin-Tōhoku (R) | Tokyo Monorail Toei: ○Linia Asakusa (at Daimon, A-09), ○Linia Ōedo (at Daimon, E-20)                                                      | Minato |                   |
| Tamachi             | 1.5          | 32.3     | ■Linia Keihin-Tōhoku (R) | Toei: ○Linia Asakusa (at Mita, A-08), ○Linia Mita (at Mita, I-04)                                                                         | Minato |                   |
| Takanawa Gateway    | 1.3          | 33.6     | ■Linia Keihin-Tōhoku (R) | Toei: ○Linia Asakusa (at Sengakuji, A-07), Keikyu: Main Line                                                                              | Minato |                   |
| Shinagawa           | 0.9          | 34.5     | Patrz wyżej. | Patrz wyżej. | Minato |                   |

Notki
1: Oficjalne nazwy linii
2: Lewa kolumna to dystans od poprzedniej stacji (km) a prawa to dystans od stacji Shinagawa (km).
3: "(R)" Oznacza przystanki pociągów pośpiesznych z linii Keihin-Tōhoku.